# Signascript
 (juin 2020).
Si vous disposez d'ouvrages ou d'articles de référence ou si vous connaissez des sites web de qualité traitant du thème abordé ici, merci de compléter l'article en donnant les références utiles à sa vérifiabilité et en les liant à la section « Notes et références ».
Signascript est une PME française fabriquant des machines à signer. Créée en 1964, l'entreprise adoptera le statut de SARL en 1985. Signascript est aujourd'hui[Quand ?] leader européen de la reproduction de signature et de l'écriture manuscrite et est présent dans plus de vingt pays à travers le monde,.

## Produits
La machine à signer (également connue sous le nom de stylo automate ou signeuse) est un automate permettant de reproduire à l'infini l'écriture manuscrite et la signature d'une personne sur des documents de tailles et d'épaisseurs variables (lettres, photos, cartes de vœux, diplômes, etc.).
Les différents modèles développés au fil du temps par Signascript ne nécessitent pas de traceur particulier. Leur particularité est en effet de pouvoir utiliser toutes sortes de stylos, du stylo à bille au stylo-plume en passant par le feutre. Le bras qui actionne le stylo permet également d'exercer une pression sur le document, mimant ainsi parfaitement l'acte d'écriture.
Le texte produit par cette machine est la reproduction exacte de l'écriture de l'utilisateur et non pas une police de caractères où les lettres sont toujours identiques.

## Clients
Les machines à signer de Signascript sont utilisées dans de nombreux domaines (administrations, sociétés, banques, ministères, associations, laboratoires, etc.) afin de parafer des documents à valeur juridique.
Elles servent également à véhiculer à travers le monde l'image de marque de personnalités dans des domaines divers tels que la politique, le sport, la musique ou le cinéma.
Les sociétés spécialisées en marketing inaugurent une nouvelle utilisation des machines à signer, reposant sur les innovations apportées par les dernières versions. En effet, elles commencent à se servir de l'écriture manuscrite comme outil marketing afin de se démarquer de la concurrence.

## Intérêt des machines à signer
Malgré la dématérialisation des correspondances et des documents, la signature manuscrite permet d'authentifier de nombreux documents officiels et de leur donner une valeur juridique. Les documents financiers tels que les chèques, traites, titres, billets à ordres, mandats, etc., sont des documents qui demandent toujours une signature manuscrite.
D'autre part, la correspondance écrite étant de plus en plus imprimée ou photocopiée, nous portons naturellement plus d'intérêt à une enveloppe ou une lettre manifestement rédigée ou tout du moins signée de la main de celui qui en est à l'origine. Dans le domaine commercial, des études ont d'ailleurs prouvé[réf. nécessaire]que les destinataires sont beaucoup plus enclins à prêter attention à un document commercial (publicités notamment) écrit ou signé de la main de son expéditeur.